# ألمانيا الشرقية في الألعاب الأولمبية
ألمانيا الشرقية في الألعاب الأولمبية كانت الألعاب الأولمبية من أهم الأحداث الرياضية في ألمانيا الشرقية، تقوم اللجنة الأولمبية الوطنية لألمانيا الشرقية تقوم بالإشراف في شؤون مشاركة ألمانيا الشرقية في الألعاب الأولمبية، شاركت ألمانيا الشرقية أول مرة في الألعاب الأولمبية في دورة 1968 في مكسيكو في المسكيك وآخر دورة إشتركت فيها كانت في دورة 1988 في سيئول في كوريا الجنوبية، كانت ألمانيا الشرقية من أقوى الدول التي شاركت في الألعاب الأولمبية حيث تمكنت في 5 دورات شاركت بها من الفوز ب409 ميدالية في الألعاب الأولمبية الصيفية منها 153 ميدالية ذهبية و 129 فضية و 127 برونزية، واحتلت ألمانيا الشرقية المركز الثاني في ترتيب الميداليات في 3 دورات شاركت فيها، وأكثر الرياضات التي تنافس فيها ألمانيا الشرقية هي ألعاب القوى والتجديف والسباحة ورياضات أخرى.
في الألعاب الأولمبية الشتوية شاركت ألمانيا الشرقية ب6 دورات كان أولها في الألعاب الأولمبية الشتوية 1968 في غرينوبل في فرنسا وآخر دورة لها كانت في دورة 1988 في كالغاري في كندا. وكانت أيضاً ألمانيا الشرقية من أقوى الدول المتنافسة حيث تمكنت احتلال المركز الأول مرة واحدة واحتلت المركز الثاني 4 مرات ومرة واحدة المركز العاشر، وقد فازت ألمانيا الشرقية بمجموع 110 ميدالية منها 39 ذهبية و 36 فضية و35 برونزية، وأكثر الرياضات التي نافست عليها ألمانيا الشرقية كانت الزحف ثلجي والتزلج السريع والبياثلون و التزلج فني على الجليد وتزلج نوردي ورياضات أخرى.